# Transilvania în ficțiune
În mare măsură ca rezultat al succesului romanului Dracula al lui Bram Stoker, Transilvania a devenit un loc popular pentru ficțiunea gotică de groază și, mai ales, pentru ficțiunea cu vampiri. În unele cărți și filme ulterioare, Contele Dracula creat de Stoker a fost confundat cu istoricul Vlad al III-lea Țepeș Drăculea  (1431-1476) care, deși cel mai probabil s-a născut în orașul Sighișoara din Transilvania, a fost conducătorul Țării Românești (Valahia).

## Cărți
- Potrivit unor versiuni ale povestii, Piper Piper din Hamelin a dus copiii lui Hamelin în Transilvania. Povestea poate fi o încercare de a explica migrația spre est a sașilor transilvăneni în secolele al XII-lea și al XIII-lea.
- Dracula, un roman al lui Bram Stoker. O mare parte din acțiunea timpurie are loc în Transilvania, patria personajului titular.
- Multe figuri importante din literatura maghiară și română au provenit din Transilvania și au tratat extensiv regiunea în lucrările lor. Printre acești scriitori se numără maghiarii Áron Tamási, Albert Wass și Károly Kós și românii Liviu Rebreanu și Ioan Slavici.
- Castelul din Carpați, o carte a lui Jules Verne. Acțiunea are loc într-un mic sat din Transilvania.
- Überwald este o regiune fictivă în seria Discworld a lui Terry Pratchett, care se bazează parțial pe Transilvania. Numele este o traducere literală a cuvântului "Transilvania" din latină în germană.
- Istoricul, un roman al scriitoarei americane Elizabeth Kostova. O parte a cărții are loc în Transilvania, unde personajele principale caută indicii despre Dracula.
- The Sight  de David Clement-Davies are loc în Transilvania, despre o haită de lupi și misiunea lor de a opri un lup singuratic.
- The Keep, un roman de groază din 1981 de F. Paul Wilson.
- În seria Harry Potter, Transilvania are o echipă de quidditch.
- În seria  Left Behind, șeful guvernului global, Comunitatea Globală, este un om pe nume Nicolae Carpathia, care conduce lumea din regiunea Transilvania a României.
- Alexandre Dumas a situat un castel în Transilvania, castelul Brankowan, și George Sand, în Consuelo, a descris castelul din Rudolstadt din aceeași zonă. După profeția valahă, Lucifer își va reuni toți slujitorii la sfârșitul vremurilor în munții de lângă Curtea de Argeș, în ruinele vechii cetățui a lui Radu Negru (Vezi Bourre, J. P. Le culte du vampire aujourd’hui, Ed. A. Lefeuvre).

## Filme
- Nosferatu (1922)
- Dracula (1931) cu Bela Lugosi
- Dracula (1931)
- Dracula's Daughter (1936, parțial)

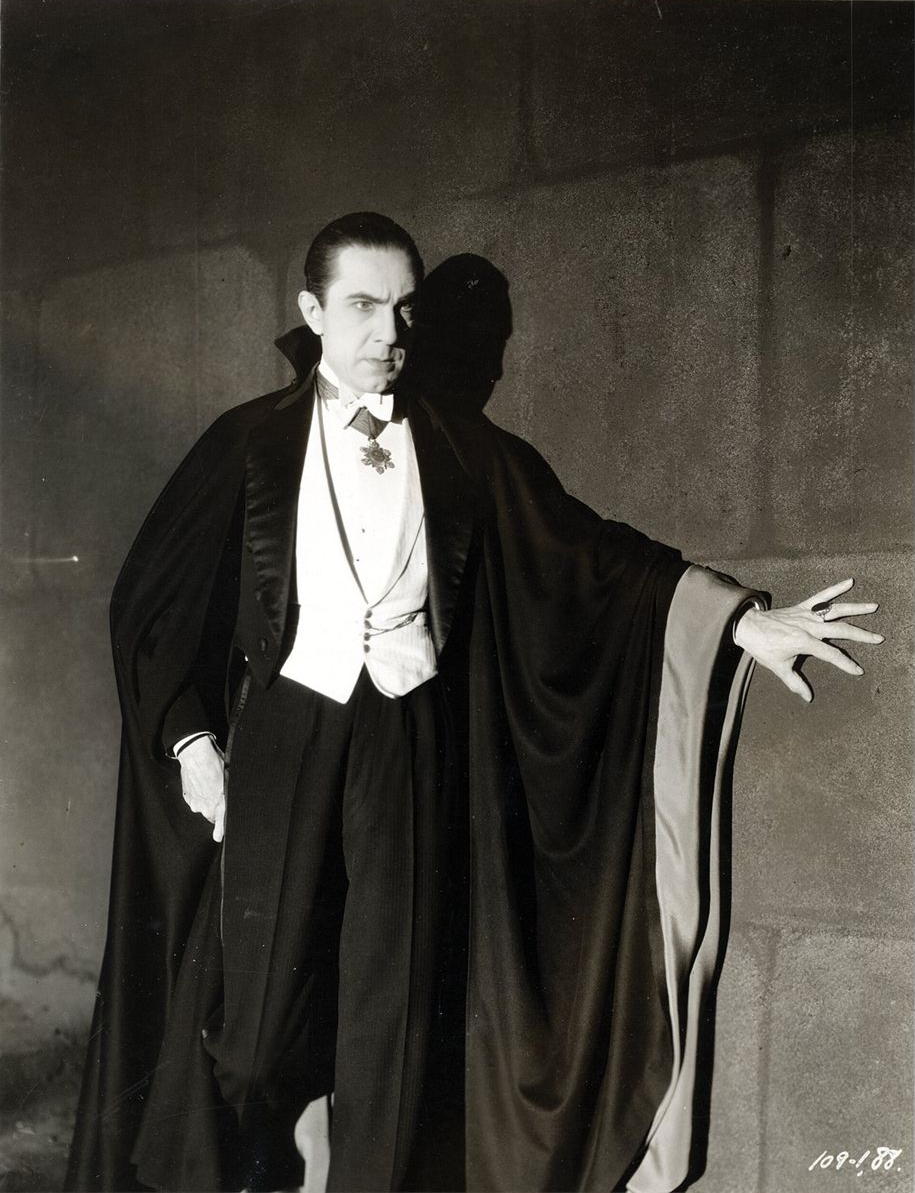
Bela Lugosi ca Dracula

- Pygmalion (1938) - în timpul balului de la ambasadă apare o "Familie Regală a Transilvaniei"
- Filme Hammer Horror
- Blood of the Vampire (1958)
- Transylvania 6-5000, un desen animat din 1963 cu Bugs Bunny și un film de groază din 1985.
- My Fair Lady (1964)
- The Fearless Vampire Killers (1967)
- Count Dracula (1970)
- Young Frankenstein (1974)
- The Rocky Horror Picture Show (1975) - o parodie de filme de groază și SF, cu personaje dintr-o galaxie îndepărtată numită Transilvania
- Nosferatu, fantoma nopții (1979)
- Trilogia eastern Ardelenii 
  - Profetul, aurul și ardelenii (1978, regizat de Dan Pița)
  - Artista, dolarii și ardelenii (1980)
  - Pruncul, petrolul și ardelenii  (1981).
- The Keep (1983)
- The Howling 2: Your sister is a Werewolf (1983)
- Transylvania Twist (1989)
- Bram Stoker's Dracula (1992)
- Dracula: Dead and Loving It (1995)
- Van Helsing (2004)[3]
- Transylvania,un film francez din 2006 despre o femeie tânără care călătorește în Transilvania în căutarea unei iubiri pierdute[4]
- Dracula Untold (2014)
- Castlevania (TBA)
- Franciza Hotel Transylvania formată în prezent din trei filme lansate și mai multe jocuri pe calculator. O serie de televiziune este difuzată pe Disney Channel.
  - Hotel Transylvania (2012)
  - Hotel Transylvania 2 (2015)
  - Hotel Transylvania 3 (2018)
  - Hotel Transylvania: The Television Series (2017–)

## Programe TV
- Transilvania este locul de naștere al lui Count von Count (din Strada Sesam).
- Transilvania este regiunea principală în care are loc seria animată Contele Duckula.
- Transilvania este una dintre principalele setări pentru Wizards vs. Werewolves, un episod al seriei Magicienii din Waverly Place.
- Transilvania este menționată în episodul clasic BBC Doctor Who, "Blestemul lui Fenric" ("The Curse of Fenric").
- Transilvania este setarea principală pentru un episod în două părți din The Hardy Boys/Nancy Drew Mysteries, "Meet Dracula". Personajele, reprezentând un grup de rock, merg în Transilvania pentru a participa la un Festival de Rock la Castelul Contelui.

## Animații
- Transilvania este reședința Contelui Duckula
- În desenul animat Teen Wolf, Transilvania este țara de origine a bunicilor principalului personaj, Scott Howard.
- Dr. Zitbag's Transylvania Pet Shop
- În episodul Ben 10: Omniverse: Monștrii galactici (Galactic Monsters), o lume extraterestră denumită Anur Transyl se bazează pe Transilvania. Locuitorii planetei, Transilianii, seamănă cu monstrul lui Frankenstein, în timp ce Loboanii, care trăiesc pe Luna planetei Anur Transyl, seamănă cu vârcolacii. Alături de transiliani, pe planetă trăiesc creaturi asemănătoare mumiilor, cum ar fi Thep Knufans și ființe ca fantomele - Ectonuritele. Există o altă specie extraterestră pe planetă, cunoscută sub numele de Vladat, care seamănă cel mai mult cu vampirii, dar au dispărut cu mult timp înainte de începerea episodului.

## Jocuri video
- Cele mai multe jocuri Castlevania au ca subiect central lupta epică dintre descendenții lui Belmont și contele Dracula care locuiește în Transilvania.
- În Red Alert 2: Yuri's Revenge (Alertă Roșie 2: Răzbunarea lui Yuri) se spune că Transilvania este casa strămoșilor lui Iuri. De asemenea, este prezentată ca hartă în misiunea finală a campaniei sovietice.
- În Bugs Bunny and Taz Time Busters, există o epocă transilvană în care șeful principal este un vampir.
- În trilogia de jocuri PC din anii 1980, Transylvania, națiunea Transilvania apare ca o setare
- Transilvania este un loc în Spider-Man: Friend or Foe, unde vânătorul de vampiri Blade poate fi găsit și jucat și unde Venom este un adversar-boss
- Un nivel din Twisted Metal: Head On a fost centrat pe un castel fictiv din Transilvania.
- Jocul video  DuckTales are un nivel care are loc în Transilvania, cu fantome și schelete ca dușmani și Magica De Spell ca adversar-boss; la sfârșitul nivelului apare un vampir denumit Contele Dracula Duck
- Strike Soviet are un nivel stabilit într-o zonă iradiată a Transilvaniei, care conține mici "râuri" de materiale radioactive împrăștiate în jurul terenului.
- În jocul de groază MMORPG The Secret World, Transilvania este inclusă ca o regiune explorabilă.

## Muzică
- Enchanting Transylvania, din albumul lui Lenny Bruce, Interviews Of Our Times
- Trip To Trancesylvania un album al grupului X-Dream
- "Transilvania" un cântec al grupului de hard rock gotic ceh XIII. Století.
- "Transylvania" un cântec instrumental al lui Iron Maiden, care a fost, de asemenea, adăugat de Iced Earth în albumul lor Horror Show
- "Transylvania 90210" este un album și un cântec al muzicianului  Wednesday 13.
- "Transylvanian Concubine" de Rasputina, remixat de Marilyn Manson, poate fi găsite pe coloana sonoră al seriei Buffy the Vampire Slayer
- "Transylvanian Forest" un cântec al trupei poloneze de blackened death metal Behemoth
- "Transylvania" un cântec al rapper-ului american  Tyler, The Creator
- Transilvanian Hunger - cel de-al patrulea album de studio al formației norvegiene Darkthrone
- "Shadows over Transylvania" un cântec al trupei suedeze de black metal  Dark Funeral
- "Transylvania Transmission Pt1" de Rob Zombie
- "Transylvania" un cântec al McFly pe al treilea album  Motion In The Ocean
- "Transylvania" este o melodie a trupei The Coffinshakers, o trupă suedeză de horror country/rock band ale cărei versuri se concentrează aproape exclusiv pe vampiri și pe strigoi.
- "Welcome to Transylvania" și "Transylvania Mania" sunt cântece din muzicalul lui Mel Brooks Young Frankenstein.
- Multe dintre cântecele formației Cradle of Filth fac referință la Transilvania în legătură cu Dracula lui Bram Stoker
- "TRANSylvania" un cântec al cântăreței germane Kim Petras de pe EP-ul ei, Turn Off the Light, Vol. 1.